# Szalaszegi János
Szalaszegi János más forrásokban Iván (szlovénül Ivan Salasegi) a 17. század elején élt evangélikus lelkész, aki feltehetőleg a vendvidéki evangélikus egyházmegye esperese is volt.
A történeti forrásokban 1612-ben szerepel. Édesapja volt feltehetően Szalaszegi György, aki szintén lelkészként és feltehetőleg esperesként is működött a szlovének (vendek) között.

Vilko Novak irodalomtörténeti kutatásai során megállapította, hogy a régi vend nyelvű martyánci énekeskönyv néhány énekét ő írta. Novak a kézírása alapján tudta beazonosítani ezeket.
1625 körül az esperesi tisztséget már a Terbócs János felsőlendvai lelkész viselte, Szalaszegi ekkor már talán lemondott a tisztről, vagy már nem élt. Terbócs János utóda az egyházmegye élén 1646-tól Krisán Tamás szintén muraszombati lelkész volt.

## Külső hivatkozás
- PAYR SÁNDOR: A DUNÁNTÚLI EVANGÉLIKUS EGYHÁZKERÜLET TÖRTÉNETE
- Vilko Novak: Martjanska pesmarica, ZALOŽBA ZRC. Ljubljana 1997. ISBN 961-6182-27-7